# Un verano en la Provenza
Un verano en la Provenza, título original en francés Le fils de l'épicier, es una película francesa dirigida por Eric Guiradoen 2007, y protagonizada por Liliane Rovère, Paul Crauchet, Daniel Duval, Chad Chenouga, Nicolas Cazalé, Benoît Giros, y Clotilde Hesme.
La película es una comedia nostálgica que se desarrolla en la Francia más rural. Su director, Eric Guirado, había filmado varios retratos intimistas para la televisión donde descubría el día a día de las profesiones itinerantes, y eso le inspiró a la hora de pensar en una película. El guion, fruto de la colaboración del cineasta con la actriz y escritora Florence Vignon, sigue a un joven en su vuelta al pueblo que le vio crecer, pero también en su camino hacia la madurez, hacia una realidad que nunca creyó vivir tan intensamente.
En el elenco, distinguimos a personajes muy pintorescos que, en la mayoría de los casos, les cuesta expresar sus sentimientos por unos u otros motivos. Nicolas Cazalé (Caótica Ana) fue nominado a un César como actor revelación por su papel de Antoine en esta película. También intervienen Clotilde Hesme (Las canciones de amor), el veterano Daniel Duval (3 amigos) y la actriz de la televisión francesa, Jeanne Goupil.

## Sinopsis
Nada más llegar el verano, Antoine se ve obligado a dejar la ciudad y acudir al pueblo de su familia, en el Sur de Francia. Allí, su madre tiene una tienda de ultramarinos, y como su padre está enfermo, le toca a él ocuparse del camión que abastece a las aldeas. En sus pequeños viajes, Antoine volverá a descubrir el encanto de sus raíces, con lugareños testarudos, personajes divertidos y algún que otro vividor. Lo que Antoine nunca pensó es que su vuelta a la infancia le traería también el amor.

## Reparto
- Nicolas Cazalé: Antoine
- Liliane Rovère: Lucienne
- Clotilde Hesme: Claire
- Paul Crauchet: Clément
- Daniel Duval: padre de Antoine
- Chad Chenouga: Hassan
- Benoît Giros: Fernand
- Jeanne Goupil: madre de Antoine
- Stéphan Guérin Tillié: François
- Ludmila Ruoso: Sophie